# Mark Worthington
Pour les articles homonymes, voir Worthington.
Mark Worthington, né le 8 juin 1983 à Bunbury, en Australie, est un joueur australien de basket-ball, évoluant au poste d'ailier fort, désormais entraîneur.

## Carrière

### Palmarès
- Champion d'Océanie 2005
- Champion d'Océanie 2007